# Ruin Jonny’s Bar Mitzvah
Ruin Jonny’s Bar Mitzvah — концертный альбом группы Me First and the Gimme Gimmes, выпущенный 19 октября 2004 года на лейбле Fat Wreck Chords.
Диск занял 197-е место в чарте Billboard 200, 13-е — в Heatseekers Albums и 17-е — в Independent Albums.

## Об альбоме
Ruin Jonny’s Bar Mitzvah был записан вживую на бар-мицве и отображает полное выступление группы, включая перерыв, в котором можно услышать звуки гостей, ходящих вокруг и разговаривающих между собой. Джонни Виксен, виновник торжества, играет на барабанах в одном из бонус-треков. CD-диск включает футаж самой бар-мицвы.
Почти все песни альбома не входили в предыдущие альбомы. Исключениями являются два бонус-трека: «Seasons in the Sun» из Have a Ball (1997) и «Sloop John B» из Blow in the Wind (2001).

## Список композиций
| №   | Название | Автор(ы)                                              | Оригинальный исполнитель                | Длительность |
| --- | --- | ----------------------------------------------------- | --------------------------------------- | ------------ |
| 1.  | «Jonny’s Blessing» |                                                       |                                         | 1:04         |
| 2.  | «Stairway to Heaven» | Джимми Пейдж, Роберт Плант                            | Led Zeppelin                            | 2:33         |
| 3.  | «Heart of Glass» | Дебби Харри, Крис Стейн                               | Blondie                                 | 2:43         |
| 4.  | «Delta Dawn» | Larry Collins                                         | Tanya Tucker                            | 2:41         |
| 5.  | «Come Sail Away» | Dennis DeYoung                                        | Styx                                    | 2:48         |
| 6.  | «’O Sole Mio» | традиционная                                          |                                         | 2:19         |
| 7.  | «Strawberry Fields Forever» | Джон Леннон, Пол Маккартни                            | The Beatles                             | 2:57         |
| 8.  | «Auld Lang Syne» | традиционная                                          |                                         | 1:49         |
| 9.  | «The Longest Time» (содержит фрагмент песни «Suspect Device» группы Stiff Little Fingers, написанную Джейком Бёрнсом и Гордоном Огилви) | Билли Джоэл                                           | Били Джоэл                              | 2:30         |
| 10. | «On My Mind» | Johnny Christopher, Mark James, Wayne Carson Thompson | Brenda Lee, Элвис Пресли, Вилли Нельсон | 2:36         |
| 11. | «Take It on the Run» | Gary Richrath                                         | REO Speedwagon                          | 2:44         |
| 12. | «Superstar» (содержит фрагмент песни «Kids of the Black Hole» группы The Adolescents)                                                   | Bonnie Bramlett, Леон Расселл                         | The Carpenters                          | 3:21         |
| 13. | «Hava Nagila» (содержит фрагмент песни «Come Out and Play» группы The Offspring, написанной Декстером Холландом)                        | традиционная                                          |                                         | 3:41         |
| 14. | «Hava Nagila (Christmas Arrangement)» (содержит фрагмент песни «Feliz Navidad» Хосе Фелисиано)                                          | традиционная                                          |                                         | 12:53        |
| 15. | «Seasons in the Sun» | Жак Брель, Rod McKuen                                 | The Kingston Trio                       |              |
| 16. | «Sloop John B» (содержит отрывок песни «Teenage Lobotomy» группы Ramones, написанную Ди Ди Рамоном)                                     | Брайан Уилсон                                         | The Beach Boys                          |              |